# أيه واليس مايرز
أيه واليس مايرز (بالإنجليزية: A. Wallis Myers) مواليد 24 يوليو 1878 في إنجلترا - الوفاة 17 يونيو 1939 في إنجلترا، كان لاعب كرة مضرب بريطاني بدأ مسيرته كمحترف سنة 1903، اعتزل اللعب في 1926.

## روابط خارجية
- أيه واليس مايرز على موقع رابطة محترفي التنس (الإنجليزية)
- أيه واليس مايرز على موقع أرشيف التنس.كوم (الإنجليزية)